# Manuel María

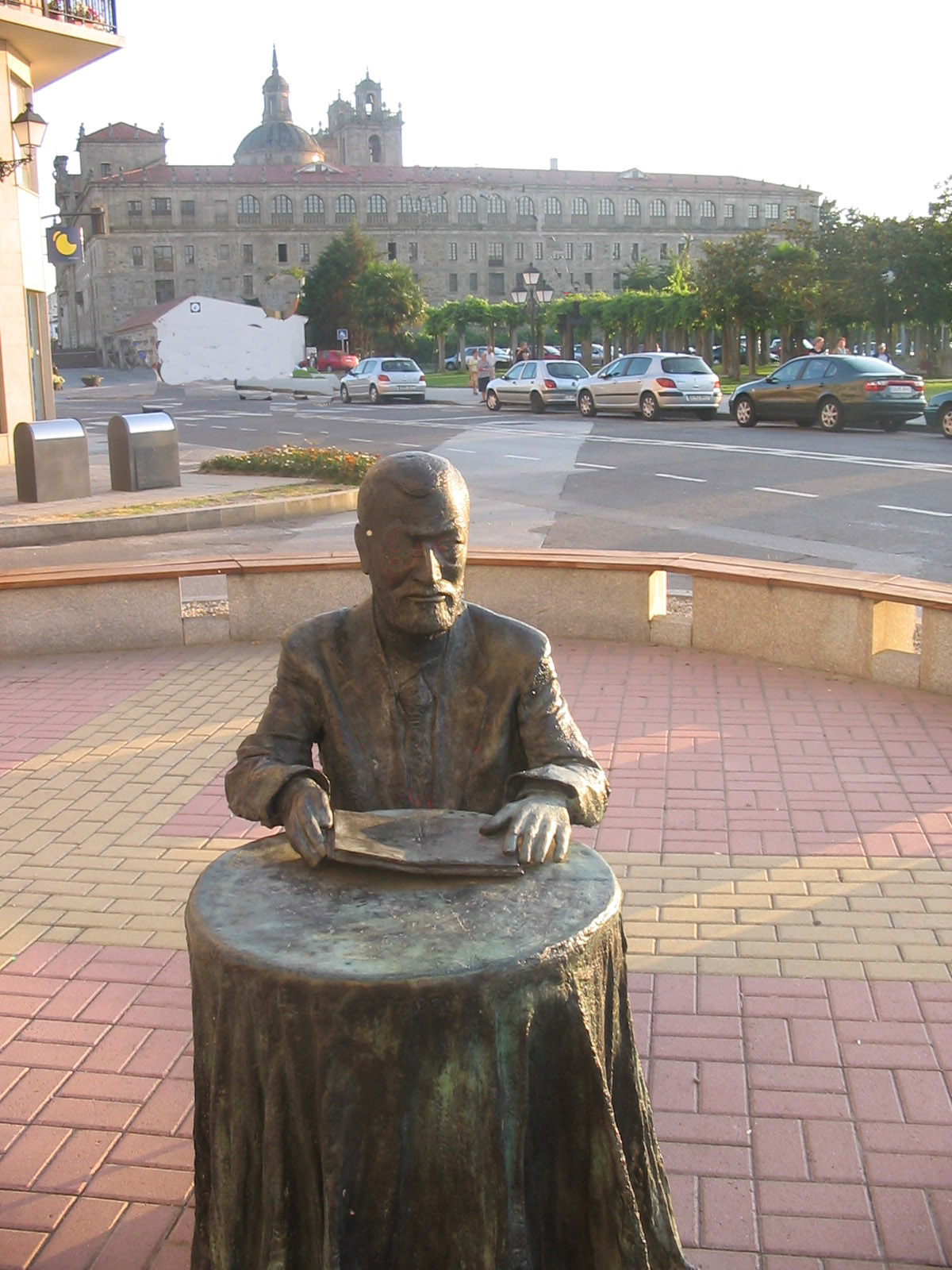
Estátua dedicada a Manuel María, em Monforte de Lemos.

Manuel Maria Fernández Teixeiro (Outeiro de Rei, 6 de outubro de 1929 — Corunha, 8 de setembro de 2004) foi um poeta, narrador, dramaturgo espanhol e académico da língua galega, destacando-se pelo seu carácter combativo e seu compromisso político. Em 19 de abril de 1970 foi eleito membro correspondente da Real Academia Galega, mas renunciou em 1975 ao perceber que a instituição não estava à altura exigida pelo momento histórico.
Nas eleições municipais de 1979 apresentou-se como cabeça de lista ao presidente da Câmara Municipal de Monforte de Lemos, tendo sido nomeado vereador para a Recolha de Água e Lixo. Após não ser eleito nas eleições de 1982 para o Senado representando o BNG, abandonou a militância política para se dedicar integralmente à atividade literária e cultural. Retornou ao RAG, desta vez como titular, em 15 de fevereiro de 2003, por sugestão de Xosé Luís Franco Grande, Ramón Lorenzo Vázquez e Xosé Luís Méndez Ferrín, proferindo o discurso A Terra Chá: poesía e paisaxe.
Entre os temas dos seus poemas destacam-se o amor, a arte, o compromisso político, a denúncia de eivas, a etnografia, a física, a história, a imaterialidade, a mitologia, o mundo animal, a palavra poética, o passo do tempo, a religião, a sociedade, a sociolinguística, os trabalhos agrários, o urbanismo ou a geografia. O Dia das Letras Galegas de 2016 foi dedicado a ele.

## Biografia

### Primeiros anos
Era filho dos camponeses Antonio Fernández Núñez e Pastora Teixeiro Casanova. Estudou as primeiras letras na sua cidade com o professor Domingo Cabana e em Rábade com Bautista Núñez Varela, que o introduziu na literatura galega com as antologias de Uxío Carré Aldao e Álvaro das Casas. Ele completou suas leituras iniciais com os livros de seu pai e seu tio, padre Xosé Fernández, pároco de San Froilán. Em 1942 mudou-se para Lugo para estudar o ensino médio nos Maristas, graças ao tio que cuidou das despesas. Lá foi aluno de Lázaro Montero. Nos verões, em julho, ia com o padre a Cespón (Boiro) para ajudá-lo como sacristão, e ali conheceu as irmãs de Castelao. Passou o mês de agosto na casa da família, onde conheceu o jornalista Manuel de Paderna, que o ensinou a compor versos.

### Primeiras obras
Em 20 de março de 1949, deu sua primeira palestra ao falar sobre Juan Ramón Jiménez no Círculo das Artes, no ciclo de conferências "Jóvenes valores lucenses", por mediação de Celestino Fernández de la Vega. Entrou em contacto com os membros da tertúlia do café Méndez Núñez, como Luís Pimentel, Ánxel Fole, Juan Rof Codina e Aquilino Iglesia Alvariño, que o colocaram em contacto com o mundo literário galego; sua amizade com Uxío Novoneyra também data dessa época.
Publicou o seu primeiro poema no número 2 da revista Xistral, que editou juntamente com o amigo Manuel António Sopena. Ele também publicou o poema "Fume" na revista La Noche . Em 1952 , Ángel Xohán criou a Coleção Xistral, uma continuação da Coleção Benito Soto . Nesta coleção publicou sua primeira coleção de poemas em 1950, Muiñeiro de brétemas, com a qual foi inaugurada a chamada " Escola das Trevas". Também em 1952 publicou seu primeiro livro de narrativa, Contos en cuarto crecente e outras prosas (Edicións Celta).
Seu tio queria que estudasse Direito, mas preferiu fazer Filosofia e Letras. No entanto, não passou nos exames de admissão à Universidade de Santiago de Compostela . O resultado desse fracasso foi sua segunda coleção de poemas, Morrendo a cada intre. Sendo a poesia o seu género preferido, também experimentou o ensaio, a narrativa e o teatro. Passou de uma postura existencialista pessimista para um compromisso social e político.
Em 25 de julho de 1951, Dia da Galiza, assistiu ao Panteão dos Ilustres Galegos em São Domingos de Bonaval, primeiro acto de afirmação galega durante o regime franquista. Entre março de 1952 e setembro de 1953 prestou serviço militar. Inicialmente no quartel de Parga (Guitiriz) foi transferido para Santiago de Compostela para ensinar recrutas analfabetos. Na tertúlia do Café Español, retomou contato com Ramón Piñeiro e Ramón Otero Pedrayo, e fez grande amizade com o pintor Carlos Maside.
Em agosto de 1953 voltou para Outeiro de Rei, e incentivado por Celso Emilio Ferreiro, começou a preparar concursos para o cargo de procurador. Em 1954 venceu os Jogos Florais de Ourense e participou no III Congresso Internacional de Poesia. No ano seguinte ganhou o Prêmio Pondal convocado pelo Centro Galego de Buenos Aires pela obra Libro de pregos. Depois de aprovado nos exames, em 1958 instalou-se em Monforte de Lemos como procurador do tribunal. Começou a colaborar na Rádio Monforte, dirigida por César Quiroga, e a lecionar primeiro na academia de Balmes e depois em Monforte. Lá foi professor de Camilo González Torres e Lois Diéguez. Em 9 de maio de 1959 casou-se com Saleta Goi García na igreja de Milagrosa, em Lugo.

### Anos 1960-70
Nas agitadas décadas de 1960 e 1970, Manuel María participou da reorganização política (na clandestinidade) dos partidos nacionalistas, como o Partido Socialista Galego e a União do Povo Galego. Ao mesmo tempo, colaborou com inúmeras organizações dedicadas à recuperação cultural, dando palestras e recitando poemas. Em 9 de maio de 1967, apresentou o cantor Raimon na Residência de Estudantes de Compostela. Contactou uma editora musical e criou o projecto EDIGSA-Xistral, que deu origem à Nova Canção Galega, apresentada no Teatro Capitólio em dezembro de 1968.
Em 1967 retoma o projeto editorial com a coletânea de poesia Val de Lemos, com a colaboração de Basílio Losada e direção de Lois Diéguez. Em setembro de 1970, Saleta instalou a livraria Xistral em Monforte de Lemos, que serviu também de ponto de venda da cerâmica do Grupo Sargadelos. Em 19 de abril desse mesmo ano, foi eleito membro correspondente da Real Academia Galega, mas renunciou em 1975 ao perceber que a instituição não estava à altura exigida pelo momento histórico.

### Últimos anos
Nas eleições gerais de 1977 apresentou-se pela província de Lugo na candidatura do BN-PG. Nas eleições municipais de 1979 apresentou-se como cabeça de lista ao presidente da Câmara Municipal de Monforte de Lemos, tendo sido nomeado vereador da Água e Coleta de Lixo. Após não ter sido eleito nas eleições para o Senado de 1982 representando o BNG, abandonou a militância política para se dedicar integralmente à atividade literária e cultural. Aposentou-se como promotor em 1995, e em abril de 1998 mudou-se para A Corunha, no bairro de Monte Alto.
Foi membro activo da Associação Sócio-Pedagógica Galega e da Associação de Escritores de Língua Galega, da qual foi nomeado membro honorário em 1997. Participou da redação do Manifesto Poblet, que deu origem ao congresso da Galeusca. No jornal A Nosa Terra escreveu a coluna Andando a Terra sob o pseudónimo de M. Hortas Vilanova. Uma das últimas campanhas com as quais colaborou foi a de Burla Negra e Plataforma Nunca Más, após o desastre do navio Prestige.
Voltou a integrar a RAG, desta vez como titular, em 15 de fevereiro de 2003, por sugestão de Xosé Luís Franco Grande, Ramón Lorenzo Vázquez e Xosé Luís Méndez Ferrín, proferindo o discurso "A Terra Chá: poesía e paisaxe", respondida por Méndez Ferrín. Faleceu na Corunha em 8 de setembro de 2004, e após o velório no Panteão dos Ilustres Galegos, foi sepultado em Santa Isabel, Outeiro de Rei.

## Obra
- 1963, Mar maior
- 1968, Proba documental
- 1968, Os sonhos na gaiola
- 1969, Versos para um pais de minifundios
- 1969, Versos para cantar em feiras e romages
- 1970, Remol
- 1970, Cançoes do lusco ao fusco
- 1971, A Rosalia
- 1972, Odas num tempo de paz e de ledicia
- 1973, Aldrage contra a gistra
- 1973, Informe para ajudar a alcender uma cerilha
- 1973, Laio e clamor pola Bretanha'
- 1973, Cantos rodados para alheados e colonizados
- 1976, Poemas para construír uma patria
- 1977, O livro das badaladas
- 1978, Catavento de neutrós domesticados
- 1979, As ruas do vento ceibe
- 1982, Escolma de poetas de Outeiro de Rei
- 1985, O caminho é uma nostalgia
- 1984, A luz ressuscitada
- 1986, Oráculos para cavalimos-do-demo
- 1988, As lúcidas luas do outono
- 1989, Saturno
- 1991, Compendio de orballos e incertezas
- 1993, Os longes do solpor

## Legado e homenagens
Em 1990 foi nomeado filho adotivo do município de Monforte de Lemos, localidade que em 1997 deu o seu nome a uma rua, tal como Lugo já o tinha feito em 1994. Em 1994 recebeu o Pedrón de Ouro, e a 15 de setembro de 1995 a AS-PG organizou uma homenagem no âmbito das XIX Jornadas do Ensino. No dia 31 de maio de 1997, a AELG celebrou em Outeiro de Rei a homenagem ao escritor na sua terra. A Casa da Cultura da Foz leva o seu nome. Manuel María é um dos poetas galegos mais musicados, entre outros gravaram seus poemas artistas como O Carro, María Manuela, Suso Vaamonde, Fuxan os ventos, A Quenlla e Chorimas. Os municípios de Outeiro de Rei, Lugo, Póvoa do Caraminhal e Monforte de Lemos dedicaram-lhe ruas nas suas vielas. Em 2006, foi criado o Prêmio Manuel María de Literatura Dramática Infantil. No dia 7 de setembro de 2013 foi inaugurada a sua casa-museu no Outeiro de Rei, Casa das Hortas, e em 4 de julho de 2015 foi anunciado que lhe seria dedicado o Dia da Literatura Galega 2016. Os outros candidatos foram Ricardo Carballo Calero e Xela Arias.